# Tronget
Tronget település Franciaországban, Allier megyében. Lakosainak száma 889 fő (2022. január 1.). Tronget Châtillon, Cressanges, Deux-Chaises, Gipcy, Le Montet, Noyant-d’Allier, Rocles, Le Theil és Treban községekkel határos.

## Népesség
A település népessége az elmúlt években az alábbi módon változott:
| Lakosok száma | 1072 | 1001 | 1058 | 931  | 919  | 911  | 897  | 879  | 883  | 889  |
|               | 1968 | 1982 | 1990 | 2006 | 2013 | 2015 | 2017 | 2019 | 2020 | 2022 |